# Josep Arqués Llorens
Josep Arqués Llorens (Alacant, 12 de juny de 1927 - Alacant, 18 d'abril de 1975)  va ser un dibuixant i humorista valencià, creador de la lletra de la popular cançó alacantina La manta al coll.
Conegut artísticament com Tolo, va treballar com a còmic durant els anys quaranta i cinquanta del segle XX. Artista polifacètic molt apreciat en els espectacles de varietés actuava com a mim eixint a escena vestit de carrer, sense maquillar i portant únicament un gorret de filtre.
Amb 18 anys va ser acusat de propaganda subversiva i detingut a Elda treballavant com a còmic en una companyia de revista, i va ser ingressat al reformatori d'Alacant el 25 de novembre de 1945 des de la comissaria, passant posteriorment a disposició del Governador Civil el 12 de desembre de 1945.
Actuà a grans escenaris d'Alacant com la Plaça de Bous i el Teatre Principal.
Amb ell es semiprofessionalitzaren Evarist Garcia i molts altres actors alacantins de l’època. Participà com a extra en la pel·lícula La canción de la Malibrán (1951), de Luis Escobar, que es rodà a Alacant. Tingué moltes proposicions per anar-se’n a actuar a Madrid, però ell mai no volgué abandonar la seua ciutat natal.